# Zoutleeuw
Zoutleeuw (en francés, Léau) es una ciudad de la provincia belga de Brabante Flamenco.
El nombre Leeuw significa "cerro", y se añadió Zout ("sal") a partir del siglo XVI en reconocimiento del derecho del pueblo de imponer un impuesto sobre la sal.

## Historia
Parte de los Países Bajos de los Habsburgo, durante la guerra de los Ochenta Años, quedó en 1578 en manos españolas. En 1705 fue sitiada durante la guerra de Sucesión ocupando la ciudad el 5 de septiembre las tropas de la Alianza de La Haya. En 1714 se incluiría en los Países Bajos Austríacos.
Tomada veinte años por las tropas francesas desde 1795 a 1814, pasó al Reino Unido de los Países Bajos, hasta la Revolución belga de 1830.

## Geografía
Se encuentra ubicada en las regiones naturales de Hesbaye y Hageland y esta regado por el Kleine Gete que confluye sobre la ciudad en el núcleo de Budingen con el Grote Gete para formar el Gete. En la Edad Media, el río era navegable y Zoutleeuw tenía un puerto de mercancías.

### Secciones del municipio
El municipio comprende los antiguos municipios, que se fusionaron en 1977:
| - Zoutleeuw - Budingen - Dormaal - Halle-Booienhoven - Helen-Bos |

## Demografía

### Evolución
Todos los datos históricos relativos al actual municipio, el siguiente gráfico refleja su evolución demográfica, incluyendo municipios después de efectuada la fusión el 1 de enero de 1977.
| Gráfica de evolución demográfica de Zoutleeuw entre 1846 y 2020 |
|                                                                 |

## Lugares de interés
- Iglesia de San Leonardo, obra maestra de arquitectura gótica.[2]
- Ayuntamiento. Construido bajo Carlos V, sobre los planos de Rombaut II Keldermans es un encantador edificio mezcla del gótico y el Renacimiento (1530-1538).

## Ciudades hermanas
- Zundert (Países Bajos)